# Impromta genòmica
La imprompta genòmica és el que diferencia els cromosomes heretats via materna dels heretats via paterna. Quan es formen els gàmetes hi ha un procés de metilació del DNA que és diferent per als homes que per les dones. Així, els gens dels cromosomes homòlegs s'expressen de maneres diferents segons l'impromta que duen. Un exemple clar d'això són les malalties de Prader Willi i Angelman.
Aquestes malalties, que cursen amb fenotips diferents, es deuen a una heterodisomia o disomia uniparental. En el cas de la malaltia de Prader Willi hi ha dos cromosomes heretats via materna, i en el d'Angelman hi ha dos cromosomes heretats via paterna. Com veiem el material genètic és correcte, hi ha els dos cromosomes homòlegs. El problema rau doncs en el fet que proven del mateix progenitor i llavors tenen un patró d'expressió diferent.